# Филип I (Померания)
Филип I Померански (на немски: Philipp I. von Pommern; * 14 юли 1515, Щетин; † 14 февруари 1560, Волгаст) от фамилята Грайфен (Померанска династия), е херцог на Померания-Волгаст (1532 – 1560) в Мекленбург-Предна Померания.

## Живот
Той е единственият останал жив син на херцог Георг I Померански (1493 – 1531) и първата му съпруга Амалия фон Пфалц (1490 – 1525), дъщеря на пфалцграф и курфюрст Филип от Пфалц и Маргарета Баварска. Баща му Георг I се жени втори път на 23 януари 1530 г. в Берлин за принцеса Маргарета фон Бранденбург (1511 – 1577). Сестра му Маргарета (1518 – 1569) е омъжена през 1547 г. за херцог Ернст III фон Брауншвайг-Грубенхаген (1518 – 1567).
Филип I наследява баща си през 1531 г. На 27 февруари 1536 г. в Торгау, Германия, се жени за Мария Саксонска (* 15 декември 1515, Ваймар; † 7 януари 1583, Волгаст), дъщеря на курфюрст Йохан Твърди (1468 – 1532) и втората му съпруга Маргарета от Анхалт (1494 – 1521), дъщеря на княз Валдемар VI от Анхалт-Кьотен (1468 – 1532) и Маргарета фон Шварцбург-Бланкенбург (1464 – 1539). Мартин Лутер чете при женитбата му молитвата.
- Мария Саксонска (1515 – 1583), от Лукас Кранах Стари
- Филип I със съпругата му Мария Саксонска (1598)

От 1540 до 1546 г. Филип I престроява херцогския замък на дворец Уекермюнде.
Филип I умира на 14 февруари 1560 г. на 44 години във Волгаст. Погребан е в херцогската гробница в църквата „Св. Петри“ във Волгаст, която синът му Ернст Лудвиг построява през 1587 г. Наследен е от сина си Йохан Фридрих.
- Херцог Филип I Померански-Волгаст на „килима Крой“
- Херцог Филип I Померански-Волгаст
- Саркофагът на херцог Филип I (4. в дясно)

## Деца
Филип I и Мария Саксонска имат седем сина и три дъщери:
- Георг Померански (* 13 февруари 1540; † 16 ноември 1544)
- Йохан Фридрих (* 27 август 1542; † 9 февруари 1600), наследява баща си 1560 г. и 1569 г. е херцог на Щетин, женен на 17 февруари 1577 г. в Щетин за Ердмуте фон Бранденбург (* 26 юни 1561; † 13 ноември 1623), дъщеря на курфюрст Йохан Георг фон Бранденбург (1525 – 1598)
- Богислав XIII (* 9 август 1544; † 7 март 1606), 1560 г. херцог в Барт, женен I. на 8 септември 1572 г. във Францбург за херцогиня Клара фон Брауншвайг-Гифхорн (* 1 януари 1550; † 26 януари 1598), дъщеря на херцог Франц фон Брауншвайг-Люнебург (1508 – 1549), II. на 30 май 1601 г. за Анна фон Шлезвиг-Холщайн-Зондербург (* 7 октомври 1577; † 20 януари/30 януари 1616), дъщеря на херцог Йохан фон Шлезвиг-Холщайн-Зондербург (1545 – 1622)
- Ернст Лудвиг I (* 2 ноември 1545; † 17 юни 1592), 1560 г. херцог във Волгаст, женен на 20 октомври 1577 г. във Волгаст за София Хедвиг фон Брауншвайг-Волфенбютел (* 1 декември 1561; † 30 януари 1631), дъщеря на херцог Юлий фон Брауншвайг-Волфенбютел (1528 – 1589)
- Амалия Померанска (* 28 ноември 1547; † 16 септември 1580), вероятно монахиня
- Барним X (XII) (* 15 февруари 1549; † 1 септември 1603), 1560 г. херцог в Рюгенвалде, женен на 8 януари 1582 г. в Берлин за Анна Мария фон Бранденбург (* 3 февруари 1567; † 4/14 ноември 1618), дъщеря на курфюрст Йохан Георг фон Бранденбург (1525 – 1598)
- Ерих Померански (* 22 август 1551; † 12 декември 1551)
- Маргарета Померанска (* 6/19 март 1553; † 7 септември 1581, Ратцебург), омъжена на 26 декември 1574 г. във Волгаст за херцог Франц II фон Саксония-Лауенбург (* 10 август 1547; † 2 юли 1619)
- Анна Померанска (* 18 септември 1554, Волгаст; † 10 септември 1626, дворец Грабов), омъжена 1588 г. във Волгаст за херцог Улрих фон Мекленбург (* 5 март 1527, Шверин; † 14 март 1603, Гюстров)
- Казимир VI (IX) (* 22 март 1557; † 10 май 1605), епископ на Камин (1574 – 1605)

- Йохан Фридрих, 1571
- Богислав XIII
- Ернст Лудвиг
- Барним X
- Маргарета
- Анна
- Казимир VI